# The Telegraph Trail
The Telegraph Trail é um filme norte-americano de 1933, do gênero faroeste, dirigido por Tenny Wright e estrelado por John Wayne e Frank McHugh.

## Elenco
| Ator/Atriz      | Personagem      |
| --------------- | --------------- |
| John Wayne      | John Trent      |
| Frank McHugh    | Cabo Tippy      |
| Marceline Day   | Alice Keller    |
| Otis Harlan     | Tio Zeke Keller |
| Albert J. Smith | Gus Lynch       |
| Yakima Canutt   | Lobo Alto       |
| Lafe McKee      | Lafe            |